# 7 dní hříchů
7 dní hříchů je film Jiřího Chlumského z roku 2012. Jako předloha slouží stejnojmenná kniha Josefa Urbana vydaná nakladatelstvím Fragment roku 2012.

## Děj
Děj je založený na událostech ze Sudet z jara 1945, podobně jako Habermannův mlýn (2010), napsal scénář k filmu 7 dní hříchů Josef Urban.
Film začíná problematickou svatbou lesníka Olšana a jeho vyvolené Agnes. Problematickou z toho důvodu, protože Olšan je Čech a Agnes Němka. Proti svatbě se staví Agnesin otec i její bratr Jürgen, protože Hitlerova moc v Německu je na vzestupu a oni cítí, že sňatkem s Čechem Agnes ponižuje jejich čistou krev. Války se film dotýká jen zběžně. Prakticky celý děj se poté odehrává sedm dní roku 1945, chvilku po válce. Agnes je pronásledována Čechy, kteří se po uvolnění Sudet vrací zpět. Olšan se ji pokouší zachránit a sám je při tom nařknut z kolaborace s Německou stranou. Film detailně vykresluje krásu sudetské přírody a života v ní.

### Odlišnosti od skutečných událostí
Kromě Uvarova byla všechna jména v příběhu změněna. Smíšené manželství Jana s Agnes je skutečně doloženo, postava Marie je oproti realitě upravená. Nebyla Janovou milenkou, ale manželkou muže, se kterým měl Jan nějaké majetkové pře. Dialog mezi Uvarovem a Brachtlem vychází ze skutečného písemného záznamu. Autor scénáře Josef Urban při psaní vycházel hlavně z výpovědí Karla Cvrka, který pracoval v roce 1945 v Šumperku na ONV.

## Výroba
Film zastihly během natáčení různé problémy, sněhová kalamita, povodně či zranění Ondřeje Vetchého.

## Obsazení
| Ondřej Vetchý     | Jan Olšan       |
| Jarek Hylebrant   | Jürgen Schreier |
| Vica Kerekes      | Agnes           |
| Jiří Schmitzer    | Ditrich         |
| Norbert Lichý     | Dohnal          |
| Igor Bareš        | Lubomír Přikryl |
| Atilla Mokos      | Brachtl         |
| Fjodor Bondarčuk  | major Uvarov    |
| Kostas Zerdaloglu | Bozděch         |
| Anna Šišková      | Helga           |
| Katarína Kolajová | Marie           |
| Karel Hlušička    | starý Olšan     |

## Domácí video
Film 7 dní hříchů se v České republice dočkal uvedení na DVD i Blu-ray discích dne 31.7.2013 a zároveň se stal film 7 dní hříchů jedním z prvních českých filmů, které byly zpřístupněny přes internetový obchod iTunes Store. V detailu je možné se na film i trailer podívat přímo na adrese iTunes Store.

## Recenze
- Mirka Spáčilová, iDNES.cz
- Marcel Kabát, Lidové noviny

## Ocenění
Film získal tři nominace na Českého lva (nejlepší kamera, ženský herecký výkon v hlavní roli pro Évu Kerekes a mužský herecký výkon v hlavní roli pro Ondřeje Vetchého), žádnou ale neproměnil.